# Film de comedie romantică

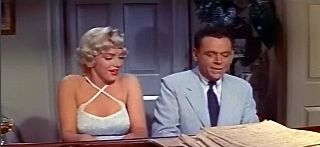
Marilyn Monroe și Tom Ewell în Șapte ani de căsnicie.

Filmele de comedie romantică sunt filmele care au un scenariu plin de umor centrat pe idealurile romantice, cum ar fi ideea că dragostea adevărată este în măsură să depășească cele mai multe obstacole. O definiție de dicționar pentru comedia romantică este "un film amuzant, piesă de teatru sau un program de televiziune despre o poveste de dragoste care se termină fericit ". O altă definiție precizează că "trăsătură distinctivă principală este un scenariu romantic  în care doi îndrăgostiți simpatici care se potrivesc unul cu celălalt sunt uniți sau se înțeleg foarte bine".